# Verde oliva
El oliva, también llamado verde oliva o verde militar es un color que se basa en la coloración de las olivas verdes, es decir, de los frutos (inmaduros o maduros) del olivo (Olea europaea). El oliva se percibe como un verde amarillento semioscuro, de saturación moderada, sin embargo, colorimétricamente, su matiz corresponde en realidad al amarillo oscuro, por lo que puede obtenerse mezclando amarillo con negro. Se da una muestra de él en el recuadro de la derecha, arriba.
Este color está incluido en los acervos iconolingüísticos tradicionales de las culturas de la región del Mediterráneo y de las islas Canarias.
A los colores similares al oliva se los denomina oliváceos.
| HTML       | #AC983C           | #9B933B           |
| CMYK       | (0, 8, 75, 40)    | (7, 0, 75, 45)    |
| RGB        | (172, 152, 60)    | (155, 147, 59)    |
| HSV        | (49°, 65 %, 67 %) | (55°, 62 %, 61 %) |
| Referencia | [ 2 ]             | [ 2 ]             |

## Sinonimia
Además de «oliva» y «verde oliva», se dice también «verde olivo», «aceituna», «aceituna verde», «verde aceituna», «aceitunado», «aceituní» y «aceitunil».

## Oliva pictórico
En los catálogos de pinturas para artistas, el color oliva es un verde amarillento semiclaro y de saturación moderada, y en algunos casos, según el criterio del fabricante, tiende al verde amarillo. Para la diferencia entre verde amarillento y verde amarillo, véase verde amarillo.

## Usos

### Camuflaje
El oliva es similar al color de la vegetación, por lo que puede proveer camuflaje si se lo utiliza en el contexto adecuado. Por este motivo es de importancia estratégica en campañas bélicas y operativos de seguridad, siendo de uso tradicional en uniformes militares y en la pintura exterior de vehículos de guerra como tanques, jeeps y anfibios. Los tonos y matices del verde oliva de uso militar varían según época y país. Se lo ha utilizado pleno o formando parte de un patrón de camuflaje junto con otros colores.
Por el mismo motivo, también suelen ser de color oliva las prendas de caza y de supervivencia al aire libre.

## Ejemplos y colores relacionados
| Nombre                       | Muestra | Cod. Hex. | RGB | RGB | RGB | HSV | HSV | HSV |
| ---------------------------- | ------- | --------- | --- | --- | --- | --- | --- | --- |
| Verde oliva                  |         | #9B933B   | 155 | 147 | 59  | 55° | 62% | 61% |
| Oliva o verde oliva          |         | #86895D   | 134 | 137 | 93  | 64° | 32% | 54% |
| Oliva camuflaje              |         | #544F3D   | 84  | 79  | 61  | 47° | 27% | 33% |
| Olivino                      |         | #9AB973   | 154 | 185 | 115 | 87° | 38% | 73% |
| Aguacate                     |         | #568203   | 86  | 130 | 3   | 81° | 98% | 51% |
| Citrino                      |         | #867E36   | 134 | 126 | 54  | 54° | 60% | 53% |
| Chartreuse                   |         | #B1B864   | 177 | 184 | 100 | 65° | 46% | 72% |
| Torcaza o taupe (gris pardo) |         | #87794E   | 135 | 121 | 78  | 45° | 42% | 53% |

### Colores web
Los colores HTML establecidos por protocolos informáticos para su uso en páginas web incluyen las tres tonalidades oliváceas que se muestran debajo. En programación es posible invocarlas por su nombre, además de por sus valores hexadecimales. Véase colores HTML.
|           | Oliva / Olive          | Verde oliva / Olive drab | Verde oliva oscuro / Dark olive green |
| HTML      | #808000                | #6B8E23                  | #556B2F                               |
| RGB       | (128, 128, 0)          | (107, 142, 35)           | (85, 107, 47)                         |
| HSV       | (60°, 100 %, 50 %)     | (80°, 75 %, 56 %)        | (82°, 56 %, 42 %)                     |
| Protocolo | CSS / HTML / VGA / X11 | X11                      | X11                                   |

## Galería

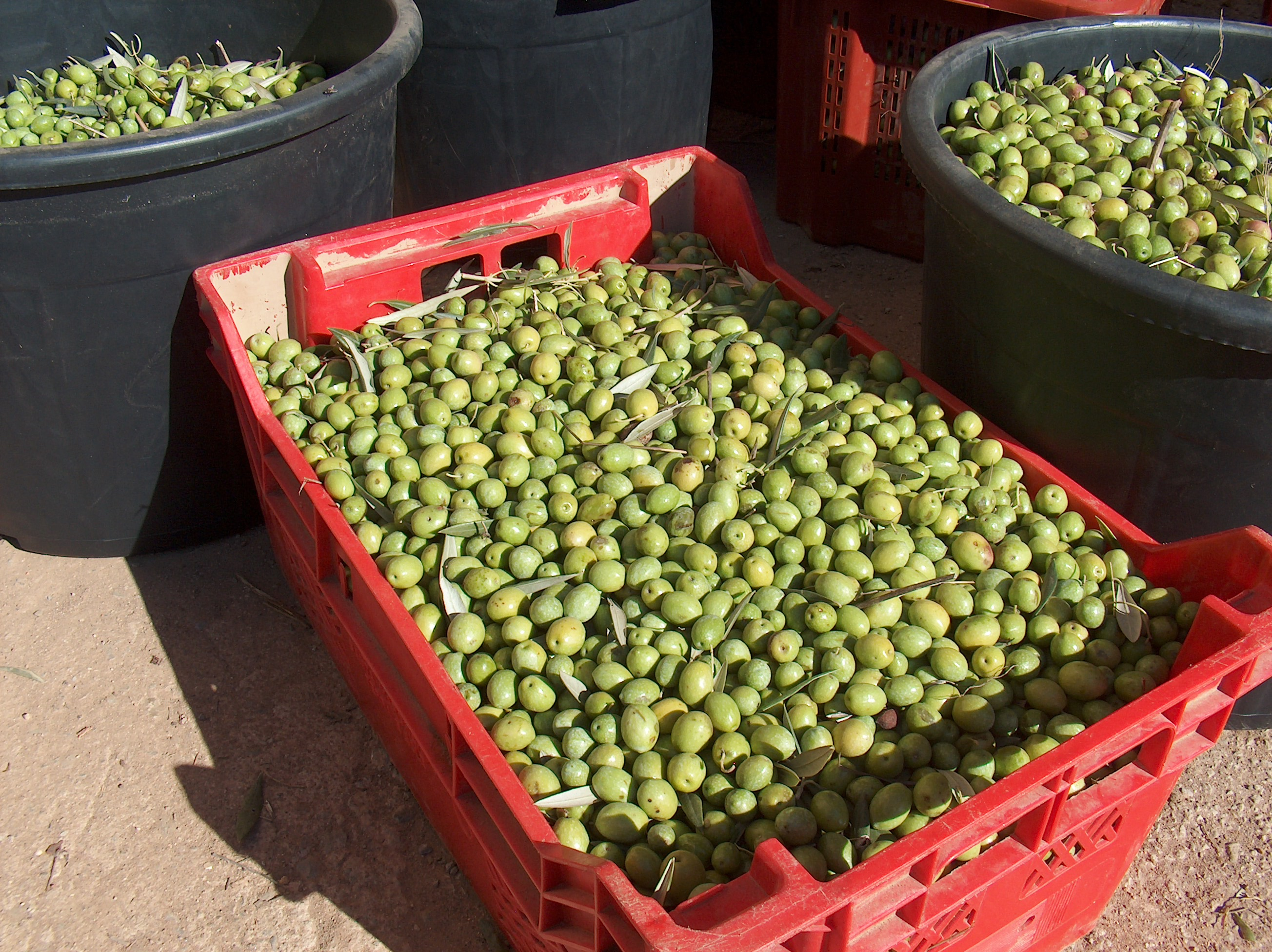
Olivas preparadas para la extracción de aceite en Cerdeña
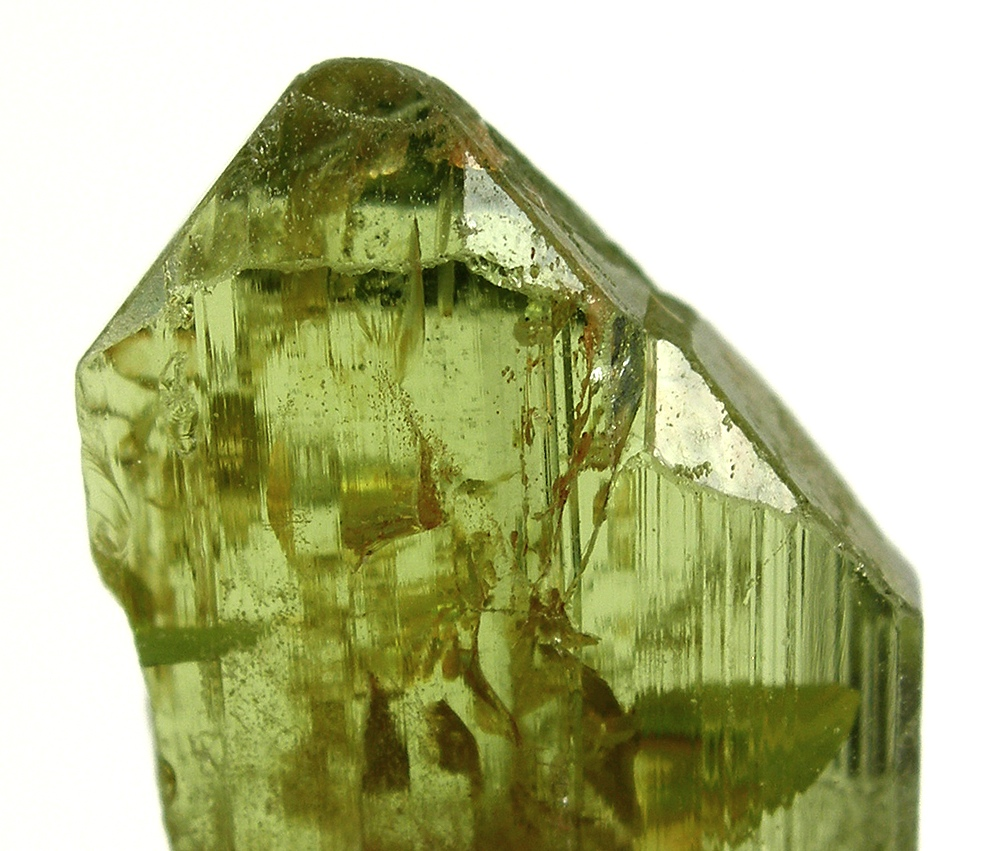
Cristal de olivino
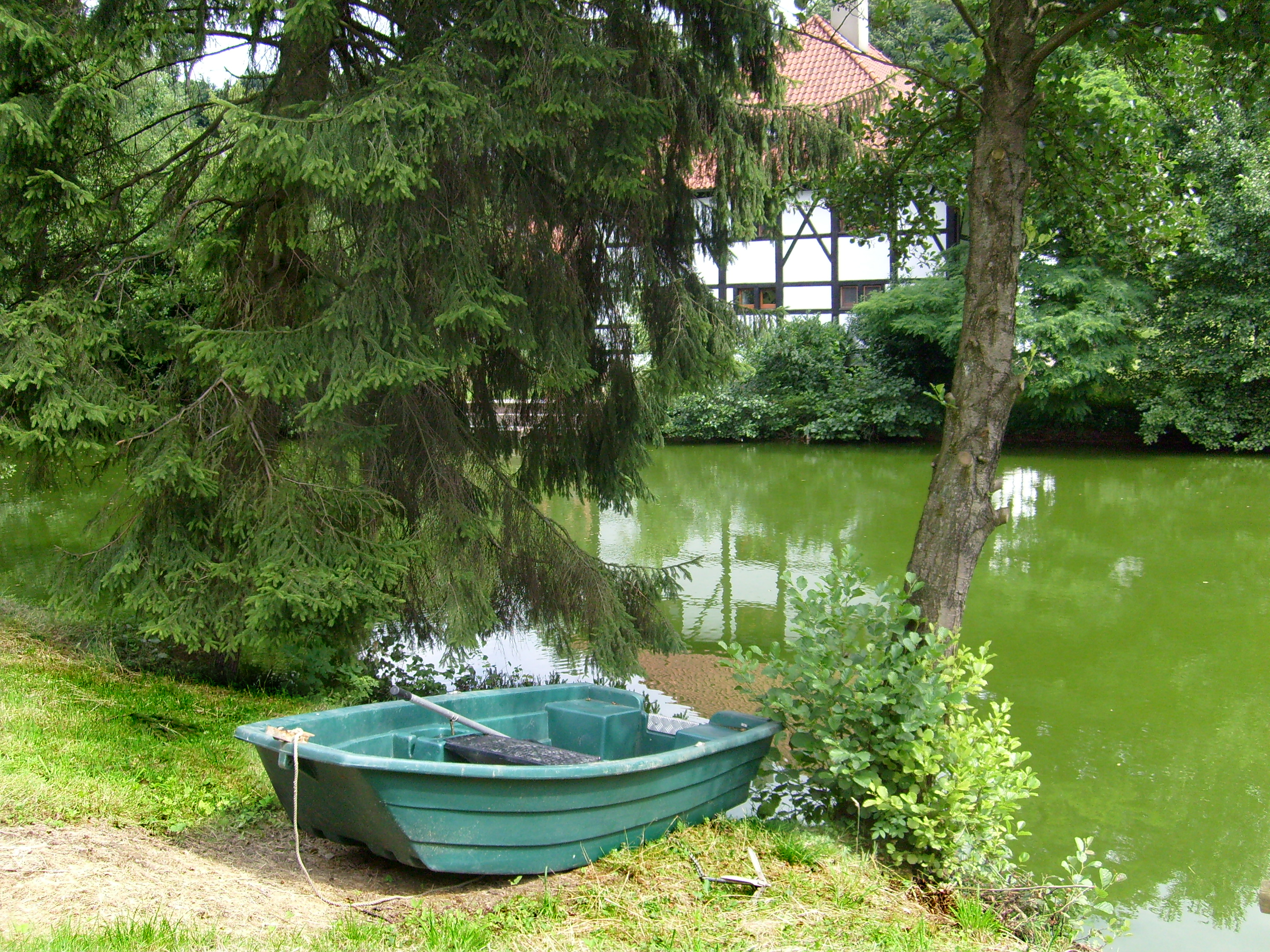
Laguna de granja
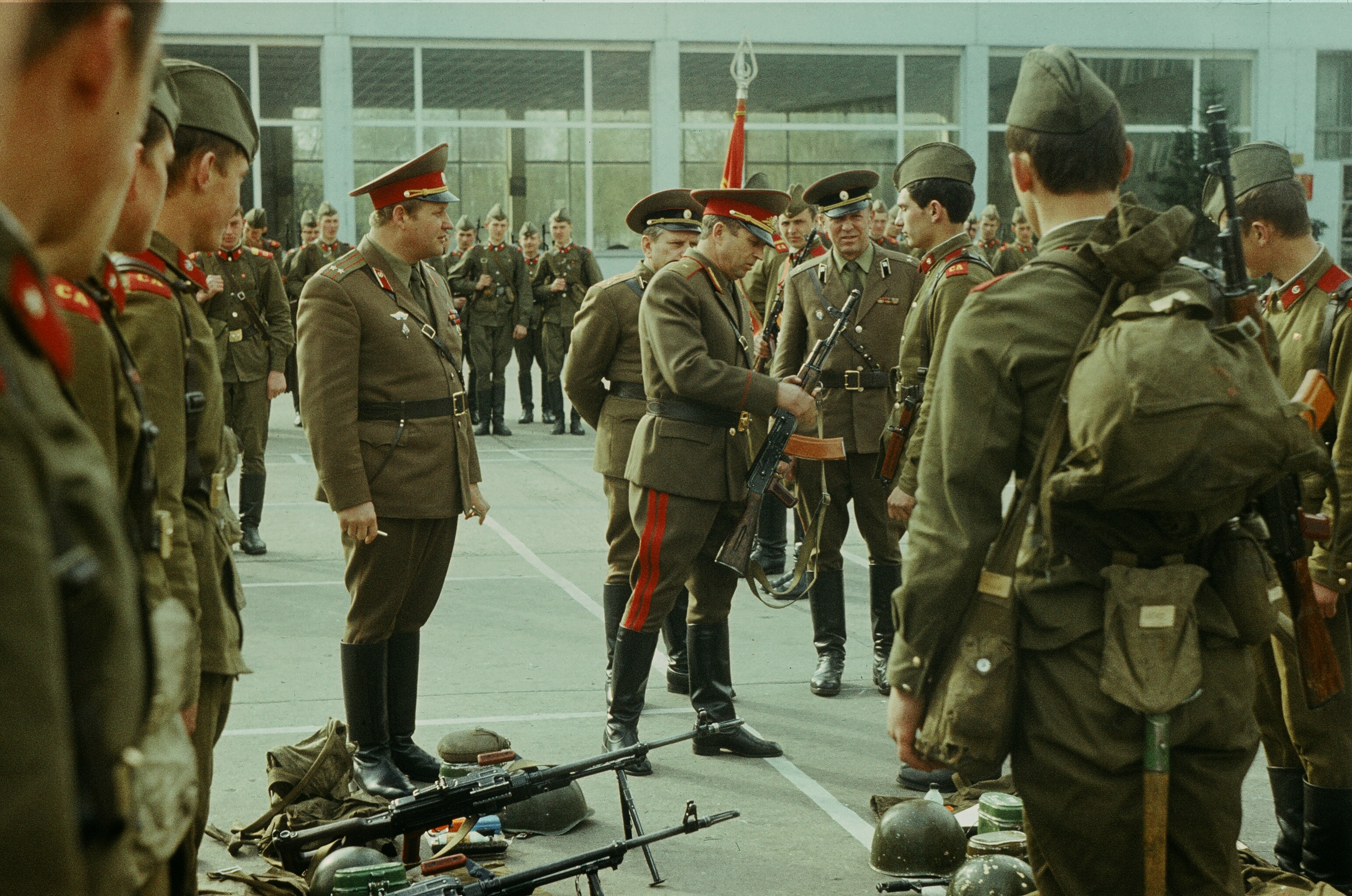
Color verde militar del uniforme militar soviético
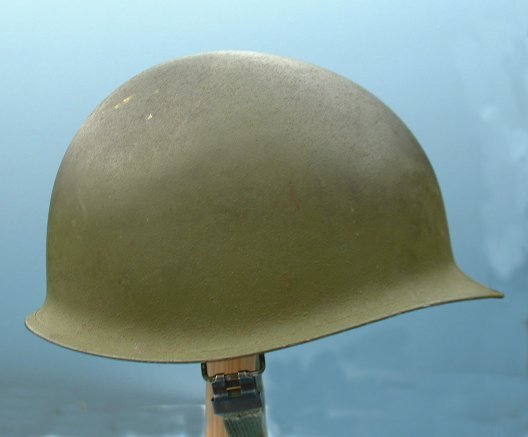
Casco M1 estadounidense de 1941 usado en la Guerra de Vietnam
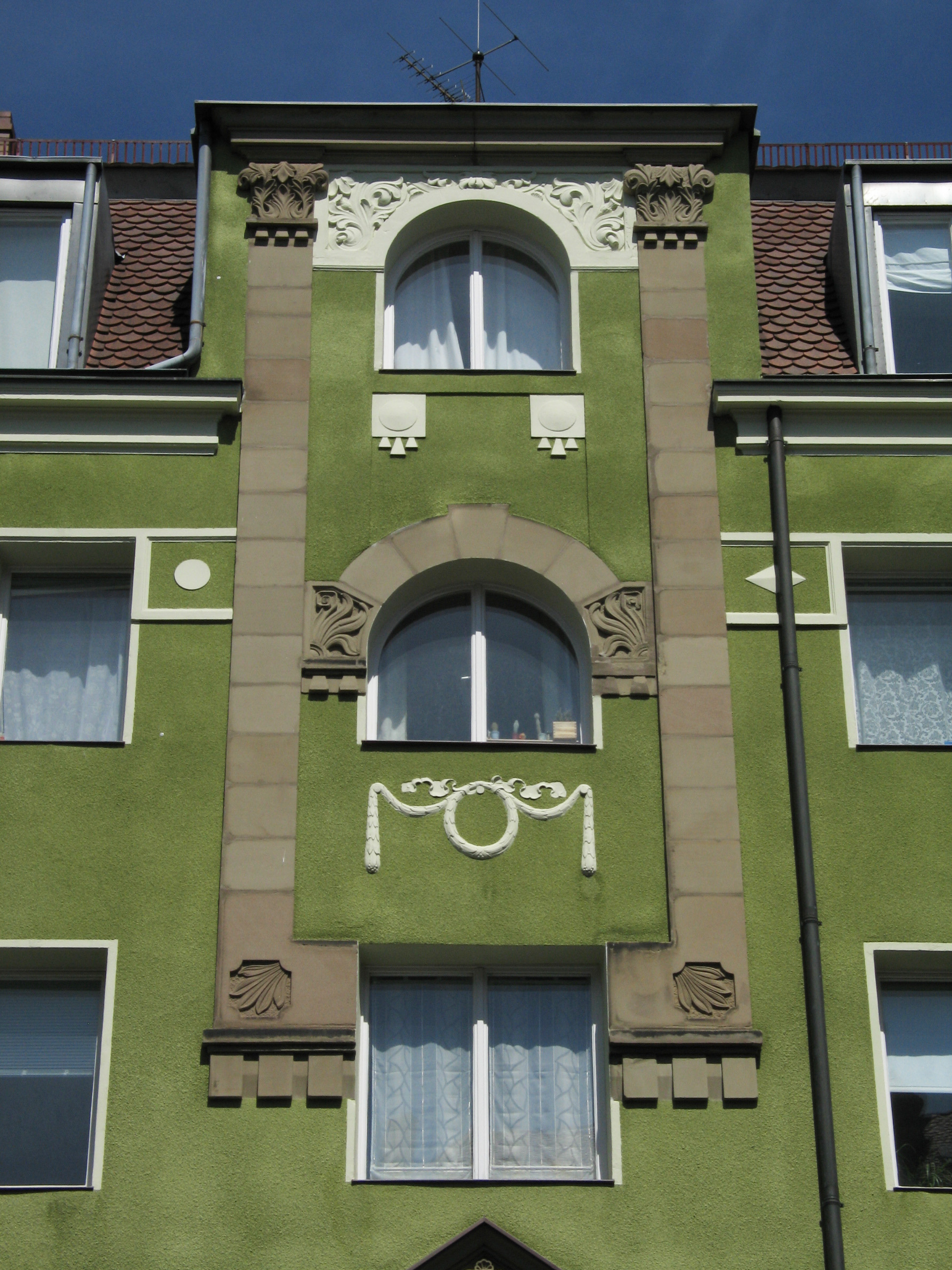
Edificio alemán
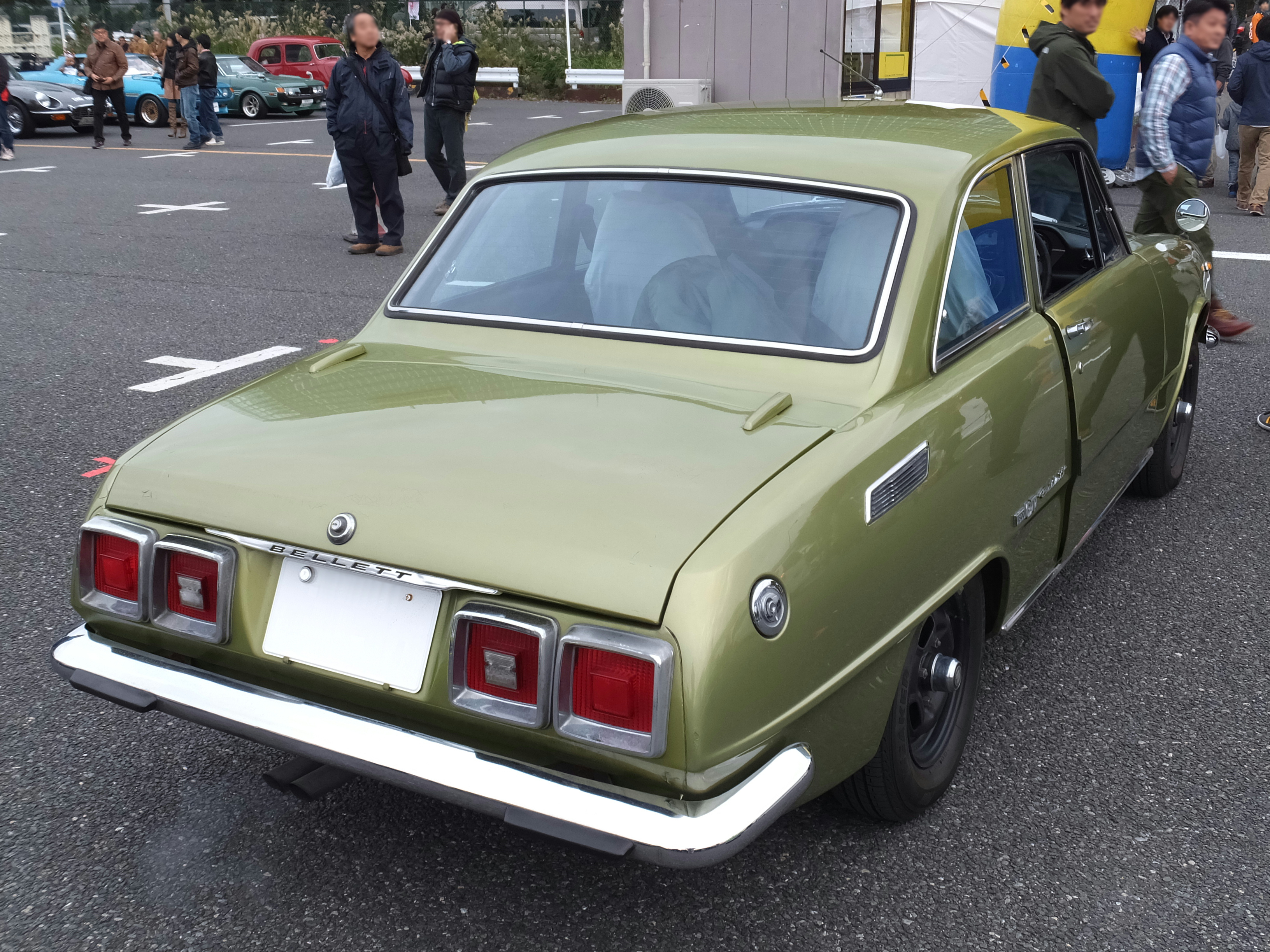
Automóvil Isuzu
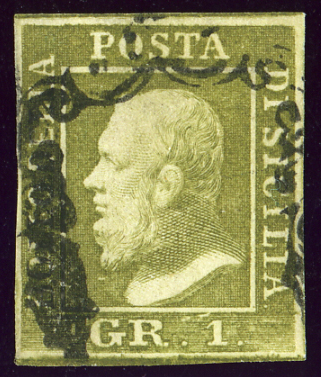
Estampilla siciliana de 1859
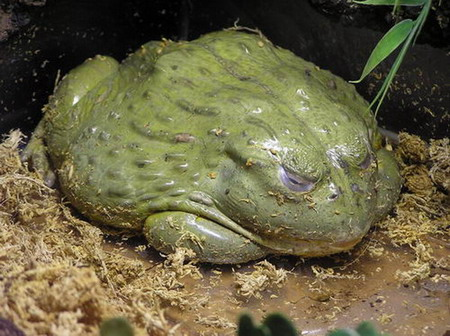
Rana toro africana